# Marie Mejzlíková
Marie Mejzlíková (née le 13 décembre 1903 et décédée en 1994) est une athlète tchécoslovaque, spécialiste des épreuves de sprint et du saut en longueur.

## Biographie
Elle est la fille d'un cordonnier.
Elle remporte la médaille d'or du 60 mètres et la médaille d'argent du 100 yards lors des Jeux mondiaux féminins de 1922, à Paris.
Elle est officiellement la première détentrice du record du monde du 100 mètres avec son temps de 13 s 6 établi le 5 août 1922 à Prague, et la première détentrice du record du monde du saut en longueur avec la marque de 5,16 m établie le 6 août 1922, à Prague.